# Hyleas Fountainová
Hyleas Fountainová (*14. ledna 1981, Columbus) je bývalá americká vícebojařka a sprinterka - překážkářka. Jejím největším profesionálním úspěchem je zisk stříbrné medaile na LOH v Pekingu v roce 2008. Její osobní rekord v sedmiboji z roku 2010 má hodnotu 6735 bodů, v běhu na 100 metrů překážek pak 12,70 sekundy (2012). Výborný osobní rekord měla také ve skoku do dálky, a to výkon 689 cm (2009). V hale si vedla dobře zejména v běhu na 60 metrů překážek s osobním rekordem 7,96 sekundy (2003).

## Osobní rekordy
- Sedmiboj 6735 bodů (2010)
- Halový pětiboj 4753 bodů (2010)